# دورنير دو 18
دورنير دو 18  (بالإنجليزية: Dornier Do 18)‏ هي طائرة قارب بمحركين من صناعة دورنير للطائرات. كان أول طيران لها في 15 مارس 1935. صنع منها 170 طائرة.